# Jrambar
Jrambar (en arménien Ջրամբար) est une communauté rurale du marz d'Aragatsotn, en Arménie. Elle compte 177 habitants en 2009.